# Amichaj
Amichaj (hebrejsky עמיחי, doslova „Můj národ žije“) je izraelská osada na Západním břehu Jordánu v Oblastní radě Mate Binjamin, jejíž výstavba začala být připravována v roce 2017 coby náhrada za vyklizenou osadu Amona a která byla trvale osídlena roku 2018.

## Geografie
Nachází se v nadmořské výšce cca 790 metrů na pahorcích v centrální části hornatého hřbetu Samařska, cca 30 kilometrů severoseverovýchodně od historického jádra Jeruzalému, cca 20 kilometrů jihovýchodně od Náblusu a cca 50 kilometrů východně od centra Tel Avivu.
Na dopravní síť Západního břehu Jordánu je napojena pomocí místní komunikace vedoucí východozápadním směrem od větší osady Šilo, kde odbočuje z dálnice 60 a následně propojuje několik zdejších menších židovských osad (tzv. Guš Šilo), aby na východním konci vyústila do tzv. Alonovy silnice na okraji údolí Jordánu. Amichaj leží v hustě osídlené části Samařska, kde se střídají lidnatá palestinská sídla a rozptýlené židovské osady. 2 kilometry západním směrem leží lidnatější osada Šilo.

## Název
Název osady Amichaj byl vybrán v květnu 2017 budoucími obyvateli, přičemž další zvažované názvy byly Karmej Amona (כרמי עמונה) a Neta Sorek (נטע שורק). Finální posouzení názvu ještě provedl vládní Výbor pro jména. V hebrejštině je Amichaj časté jméno osob i některých organizací. Doslova znamená „Můj národ žije“.

## Dějiny
V roce 1997 vznikla poblíž osady Ofra malá neuatorizovaná (myšleno formálně neschválená izraelskými úřady) osada Amona. Dlouhodobě čelila právním sporům, protože vznikla zčásti na pozemcích soukromých palestinských vlastníků. V roce 2006 izraelské úřady provedly částečnou demolici osady, přičemž se na místě odehrály násilné střety mezi pořádkovými silami a osadníky (a jejich podporovateli). Amona se stala politicky citlivou otázkou a symbolem radikálnější části osadnického hnutí. Nejvyšší soud Státu Izrael roku 2014 definitivně rozhodl, že celá osada musí být coby nezákonná zrušena. K vyklizení došlo v únoru 2017. Obyvatelé Amony proti tomuto kroku protestovali a na jejich stranu se postavila i část politického spektra (včetně některých politických sil vládní koalice Benjamina Netanjahua). Vláda ovšem soudní verdikt respektovala.
Izraelský kabinet rozhodl, že náhradou za Amonu dojde k výstavbě zcela nové osady na Západním břehu Jordánu, v níž najdou bydliště osadníci z Amony. Mělo jít o první nově zřízenou židovskou osadu od roku 1992. V mezidobí po roce 1992 ve skutečnosti vyrostly desítky nových židovských osad, ovšem buď šlo o zdola iniciovanou akci samotných osadníků, teprve později formalizovanou izraelskými úřady (například osada Bruchin), nebo o výstavbu nových obytných souborů, které formálně byly považovány za pouhé nové čtvrti již existujících osad (například Lešem, která spadá po sousední Alej Zahav), ačkoliv fakticky fungovaly coby samostatné komunity. V případě osady Amichaj mělo jít po čtvrtstoletí o první osadu, zakládanou explicitně s vládní podporou a coby samostatná obec. Zatímco z perspektivy izraelské legislativy měla být nová osada legální (má vzniknout na státní půdě, tedy na pozemcích, které nemají palestinské soukromé majitele, a je situována do zóny C Západního břehu Jordánu, kde má Izrael výlučnou civilní i bezpečnostní pravomoc), chystané budování nové osady kritizovaly vlády Velké Británie a Francie, které podobně jako většina mezinárodního společenství izraelské osidlování Západního břehu Jordánu odmítají jako takové. Britský ministr zahraničních věcí Boris Johnson prohlásil, že „coby silný přítel Izraele a někdo, kdo je ochoten se Izraele zastávat, když čelí zaujatosti a nerozumné kritice, vyzývám Izrael, aby nepodnikal tyto kroky, které nás vzdalují našemu sdílenému cíli dosažení míru a bezpečnosti.“
Koncem května 2017 izraelská vojenská správa odsouhlasila správní hranice a tedy definitivní lokalitu nové osady. Amichaj má být situován na pahorku východně od osady Šilo a Švut Rachel. Jde o území, kde od přelomu 20. a 21. století vzniklo několik menších židovských osad neoficiálního charakteru (tzv. outposty), které utvořily souvislý pás propojující Šilo východním směrem až na region údolí Jordánu (například osady Adej Ad, Eš Kodeš nebo Kida). Nová osada by měla doplnit a zahustit tento sídelní řetězec. Pahorek, na kterém má osada vyrůst, byl již v předchozích letech místem, kde se osadníci pokoušeli založit trvalé osídlení pod názvem Ge'ulat Cijon (גאולת ציון).
Bývalí obyvatelé Amony dle stavu z května 2017 pobývali v provizorních podmínkách v osadě Ofra. Počátkem června 2017 odsouhlasila civilní izraelská správa pro oblast Judeje a Samařska zahájení předběžného plánování nové vesnice. Kapacita stanovena na 102 bytových jednotek. Samotná výstavba měla proběhnout až po dokončení této plánovací fáze. Přípravné zemní práce na budoucím staveništi započaly 20. června 2017. Prvních 25 rodin se do osady nastěhovalo koncem března 2018. Do několika týdnů se pak očekávalo nastěhování dalších 17 rodin. Ve vesnici probíhala v té době výstavba komunikací a inženýrských sítí. První zástavba sestávala z obytných mobilních domů, permanentní domy měly vyrůst v následném období, přičemž platí celková kapacita 102 domů daná územním plánem. Ovšem zhruba třetina plánované zástavby ještě čekala na soudní přezkum kvůli petici několika Palestinců, kteří tvrdili, že budovaná osada zasahuje na jejich soukromé pozemky.